# Nordic Council Film Prize
Le Nordic Council Film Prize est un prix cinématographique annuel attribué par le Conseil nordique et décerné pour « la création d'un film artistiquement original qui prend sa source dans les milieux culturels nordiques ».
Le prix a été fondé en 2002 afin de célébrer le cinquantième anniversaire du Conseil nordique. Depuis 2005, le prix est annuel. Le gagnant est choisi parmi les soumissions des cinq pays nordiques. En 2008, le prix en espèces s'élevait 47 000 euros.

## Films lauréats
- 2002 : L'Homme sans passé d'Aki Kaurismäki

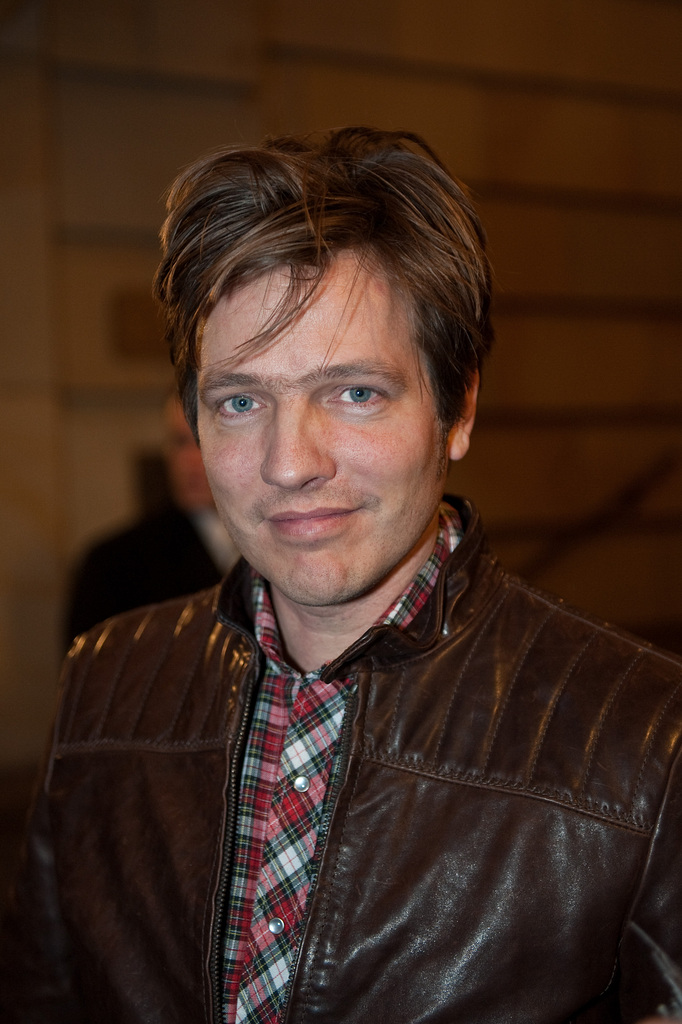
Thomas Vinterberg en 2010, double lauréat du prix.

- 2005 : Homicide (Drabet) de Per Fly
- 2006 : Zozo de Josef Fares
- 2007 : Kunsten at Græde i Kor (L'Art de pleurer en chœur) de Peter Schønau Fog
- 2008 : Nous, les vivants (Du levende) de Roy Andersson
- 2009 : Antichrist de Lars von Trier
- 2010 : Submarino de Thomas Vinterberg
- 2011 : Svinlängorna de Pernilla August
- 2012 : Play de Ruben Östlund
- 2013 : La Chasse (Jagten) de Thomas Vinterberg
- 2014 : Des chevaux et des hommes (Hross í oss) de Benedikt Erlingsson
- 2015 : L'Histoire du géant timide (Fúsi) de Dagur Kári
- 2016 : Back Home (Louder Than Bombs) de Joachim Trier
- 2017 : Little Wing (Tyttö nimeltä Varpu) de Selma Vilhunen
- 2018 : Woman at War (Kona fer í stríð) de Benedikt Erlingsson
- 2019 : Queen of Hearts (Dronningen) de May el-Toukhy
- 2020 : Beware of Children (Barn) de Dag Johan Haugerud
- 2021 : Flee de Jonas Poher Rasmussen
- 2022 : Lamb (Dýrið) de Valdimar Jóhannsson (Islande)
- 2023 : Viften (da) (Viften) de Frederikke Aspöck (Danemark)
- 2024 : Sex de Dag Johan Haugerud (Norvège)